# Jabeix-Galaad
Jabeix-Galaad (en hebreu : יָבֵ֣שׁ גִּלְעָ֑ד Yabes Gilead, llatí Iabeis o Iabissa) és una antiga ciutat esmentada a les Escriptures Hebrees, probablement situada al territori de la tribu de Gad. Alguns erudits bíblics creuen que es troba a l'est del riu Jordà, a les rodalies de Wadi Jabes. El nom Jabeix significa "sec" en hebreu.
S'esmenta per primera vegada Jabeix-Galaad en relació amb el càstig imposat a la tribu de Benjamí als dies dels jutges, per causa de tolerar un acte inadmissible d'immoralitat. Els israelites gairebé van exterminar tota la tribu de Benjamí (només van escapar 600 homes), però ni un sol home de Jabeix-Galaad va participar en l'execució d'aquest càstig. Per tant, es va determinar que hauria de donar-se mort a tot home, dona i nen de Jabeix-Galaad, amb l'excepció de les verges. Les 400 verges que no van ser executades se les van donar per esposes als benjamites fugitius per evitar l'extinció de la tribu.
Uns tres segles després, quan la nació d'Israel va demanar tenir un rei visible com les altres nacions, els ammonites van amenaçar amb treure l'ull dret de tot habitant home de Jabeix-Galaad, però Saül va reunir una força militar de 330.000 homes i va fer fugir els ammonites. Quaranta anys després, els filisteus van derrotar els israelites i van penjar els cossos decapitats de Saül i els seus tres fills al mur de la plaça pública de Bet-Xean. En assabentar-se d'aquesta ignomínia, els homes valents de Jabeix-Galaad van fer una atrevida incursió nocturna i es van emportar els cadàvers. A Jabeix-Galaad hi van cremar els cossos i enterrar els ossos de manera respectuosa. Després van dejunar per set dies.
Poc després de ser ungit com a rei de Judà, David va felicitar i va beneir els ciutadans de Jabeix-Galaad pel seu gest de bondat cap al difunt Saül. Més tard, David va fer portar els ossos de Saül i Jonatan de Jabeix-Galaad i els va enterrar a la sepultura familiar de Saül, en territori benjamita.